# Parkeringshus

Parkeringshus, P-hus eller parkeringsgarage är en speciell byggnad som är försedd med parkeringsplatser för bilar. En del större parkeringshus består av att hela byggnaden enbart är byggd med bara parkeringsplatser. I andra fall kan några våningsplan som till exempel källaren vara försedda med parkeringsplatser medan de övriga våningarna används för andra ändamål som till exempel butiker eller kontor. 

## Historia
Det första allmänna parkeringshuset öppnade i Boston i USA den 24 maj 1898. Bland de första specialritade byggnader i Sverige som mot avgift tillhandahöll långtids- och korttidsgarageplatser för företag och privatpersoner var Automobilpalatset i Stockholm, öppnat 1926 för Philipsons Automobil AB. Anläggningen erbjöd utöver parkering även fullservice för bilar, bensinstation, reservdelsförsäljning samt utställningshallar för nya och begagnade och bilförsäljning. Även Automobilpalatset i Jönköping, byggt 1930 för samma företag, räknas till Sveriges tidiga parkeringshus. Båda finns kvar dock utan parkerings- eller garageplatser. Ett parkeringshus för korttids- och besöksparkering i Sverige var P-Centrum i Stockholms innerstad som öppnade i december 1962 (numera rivet).

## Olika parkeringssystem
Det finns många olika system för att anordna parkeringsplatser i byggnader. Alla syftar till att skapa så många bilplatser som möjligt på minsta möjliga yta med bibehållen god flexibilitet och ekonomi. Det är viktigt att spara plats när det gäller uppställning av bilar. En bilplats tar en yta av ungefär 12,5 m² (2,5 m x 5,0 m). Tillsammans med körytor summerar det sig dock till cirka 25 m², vilket motsvarar ungefär normalstorleken på ett vardagsrum i svensk bostadsproduktion.

### Utvändiga ramper och horisontella däck

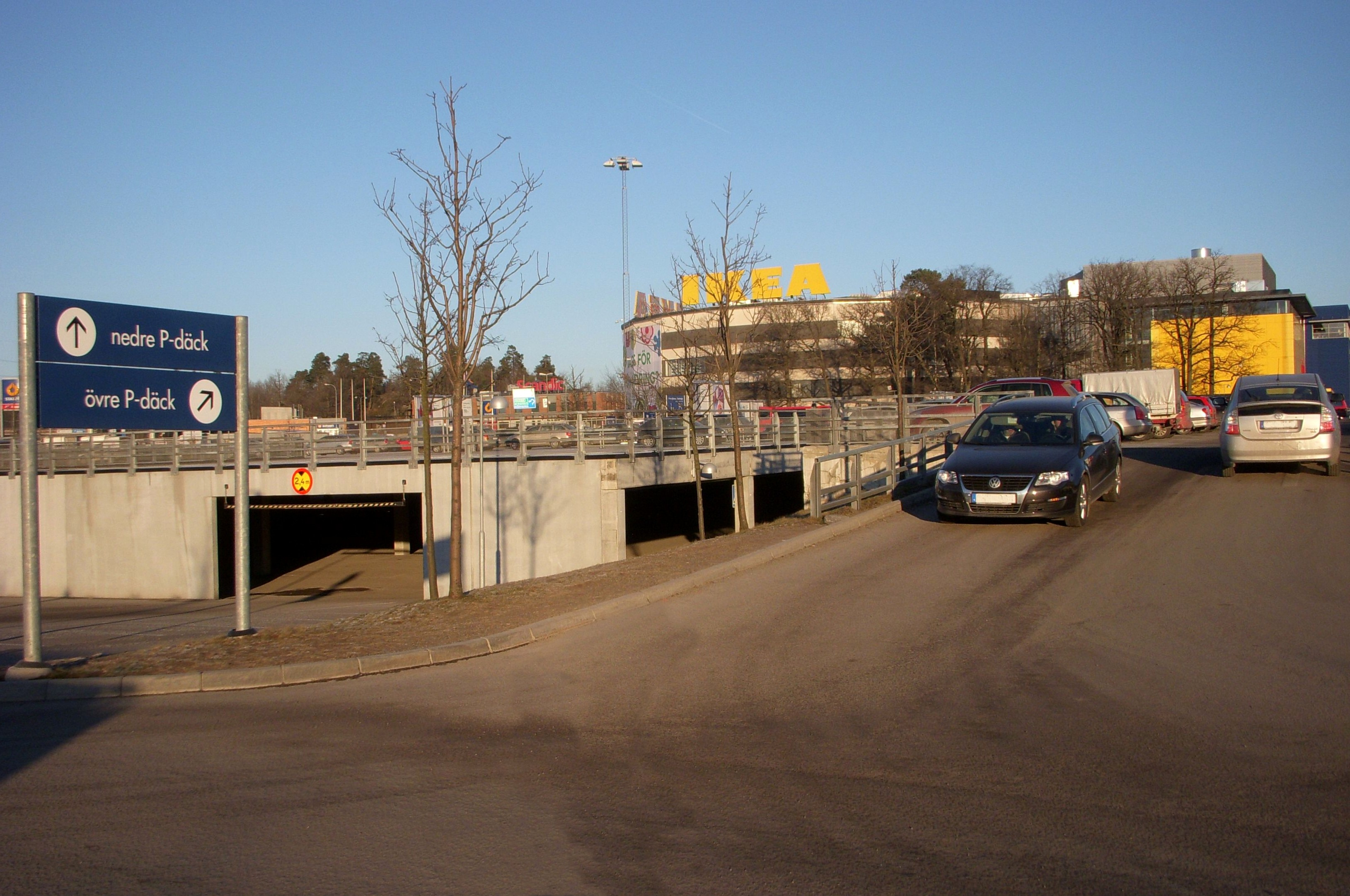
Exempel på terrängramper.
Parkeringshus vid Ikea i Kungens kurva.

Utvändiga ramper och horisontella parkeringsdäck är den enklaste lösningen för att skapa fler p-platser på marken. Det motsvarar i princip två eller flera parkeringsplatser över varann. Ramperna (terrängramp eller betongramp) är helt skilda från p-våningarna och de utförs i regel med mindre lutning än invändiga ramper på grund av risk för halka vintertid, med en uppvärmning av körbanan kan man dock acceptera samma lutning. Nackdelen med utvändiga ramper vid mindre p-anläggningar är att de försvårar eller omöjliggör intern körning mellan våningarna. Metoden är därför mest lämpad för p-anläggningar med fast uthyrda bilplatser. Vid större p-anläggningar kan det vara ett enkelt sätt att snabbt öka antal p-platser, som så skedde vid Ikeas parkering i Kungens kurva utanför Stockholm. Där skapades år 2002 ett stort antal nya p-platser genom att man däckade över befintlig parkering och anordnade utvändiga ramper.

### Lutande däck och expressramp

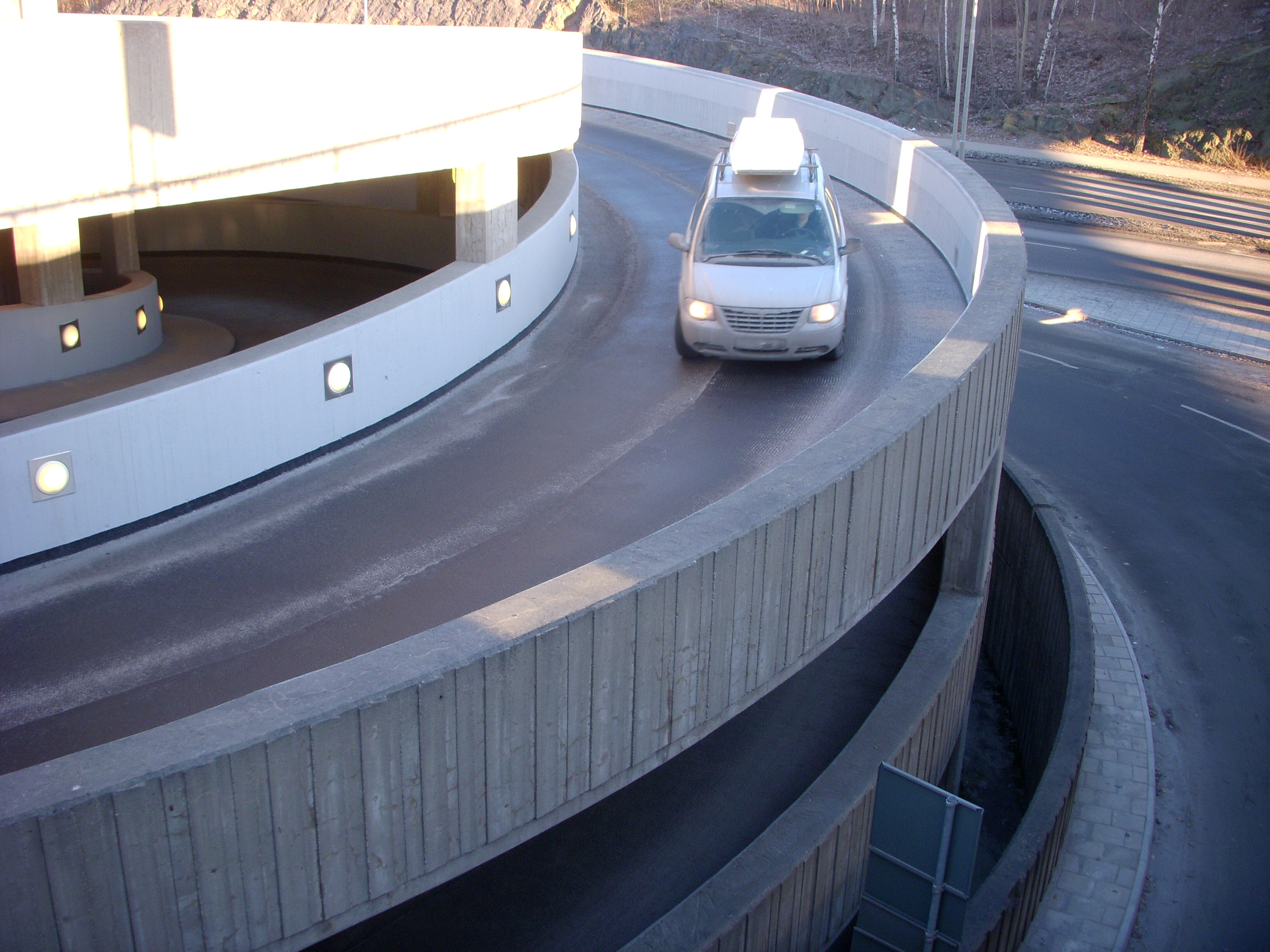
Exempel på en expressramp.

Den enklaste formen av vertikal förflyttning erhålls om det p-plan på vilket bilarna är uppställda lutar uppåt i körriktningen, så att ett halvt eller ett helt varva körning i huset övervinner en vånings skillnad. Systemet kallas sloping floor. Detta system kompletteras oftast med en så kallad expressramp vid ena kortändan av anläggningen. Det har till fördel att man kan enkelrikta trafiken och ökar så framkomligheten. Inkörning sker normalt via de lutande däcken och utkörning via den spiralformade rampen (expressrampen). Exempel på en sådan anläggning är Parkaden i Stockholms innerstad.

### Halvvåningsramper mellan horisontella däck
För att åstadkomma den för korttidsparkeringen önskvärda genomsöknings-cirkulationen i en p-anläggning utan att luta bjälklagen, kan en uppdelning av p-planen utföras. I detta fall uppdelas däcket i två höjdnivåer som förskjuts en halv våningshöjd inbördes, p-nivåerna förbinds sedan med halvramper. Genom att välja lämpligt antal halvramper mellan våningarna kan man åstadkomma enkelriktad eller dubbelriktad trafikcirkulation. Systemet kallas d'Humy-systemet (efter Fernand E. d'Humy som uppfann systemet 1919) och är mycket flexibelt, eftersom ramperna kan ökas i antal och kan placeras på ett flertal olika sätt för att optimera genomströmningen av bilar i trafiksystemet. 

### Mekaniska anläggningar
Ytterligare ett sätt att effektivisera antal bilplatser per våningsyta är olika mekaniska system. I mekaniserade p-anläggningar förflyttas bilen maskinellt till en ledig plats, därigenom kan ytan per bilplats minskas.  

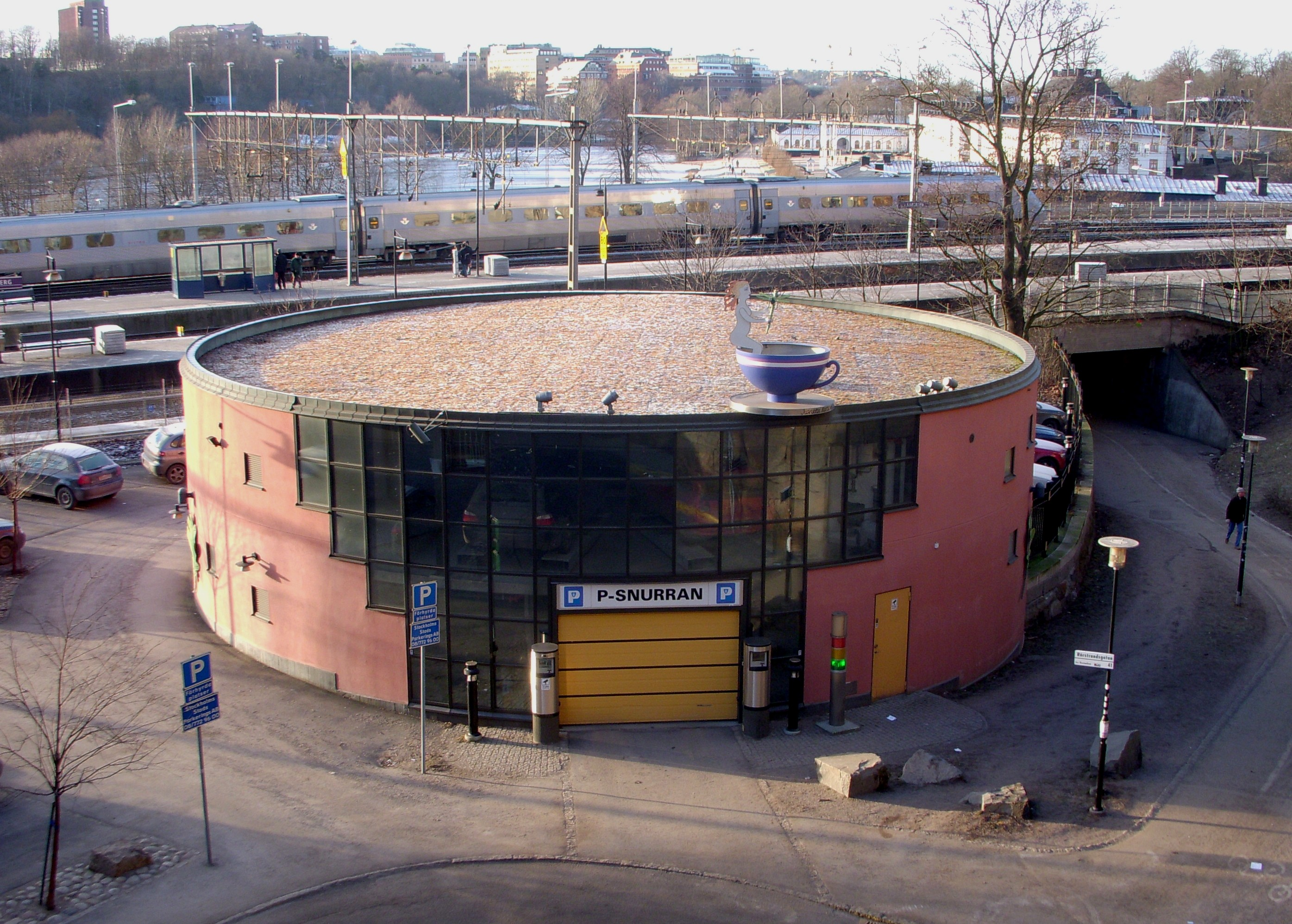
P-snurran, Rörstrandsgatan i Stockholm.

Det finns olika tekniska lösningar för mekaniserade parkeringshus, som hissanläggningar, paternostersystem, löpande boxar och rörliga plattor. I en hiss- eller paternosteranläggning körs bilen in i en sorts box eller bur som sedan hissas upp eller ner i en hög byggnad (så kallad autosilo). Vid hiss-systemet rör sig hissen både vertikalt och horisontellt. En mekanisk anordning i hissen ställer in eller hämtar ut fordonet från uppställningsplatsen.  Vid paternoster- eller löpande box-systemet stannar bilen hela tiden i sin box som kan avropas av bilföraren efter parkeringstidens slut.  Rörliga plattor är ett mellanting mellan mekanisk parkering och vanlig körning.  Bilen placeras på en eldriven rörlig platta, på så vis kan en viss kompaktparkering åstadkommas genom att körvägen används för parkering. 
Nordens första snurrhiss, den så kallade P-snurran, installerades 2003 i Stockholm vid slutet av Rörstrandsgatan. Snurrhissen var ett italienskt patent och en vidareutveckling av hissystemet. Bilar placerades på en rörlig platta, en släde, som sedan helautomatiskt körde den via en snurrhiss till en tom parkeringsplats i en av de fyra olika våningarna. Hela manövern att få tillbaka sin bil angavs ta cirka 60 till 90 sekunder. En fördel med systemet var att det sparade upp till 40 procent plats jämfört med en konventionell anläggning samt att obehöriga inte hade någon tillgång till parkeringshuset. Efter ett haveri på grund av ett överbelastat elnät den 29 juli 2019 blev 18 parkerade bilar inlåsta garaget i över en och en halv månad. P-snurran stängde därefter för gott i september 2019.

## Exempel på parkeringshus

### Storbritannien
- Trinity Square car park

### Sverige
- Automobilpalatset, Stockholm
- Automobilpalatset, Jönköping
- P-Centrum
- Parkaden
- Elefanten

## Bildgalleri

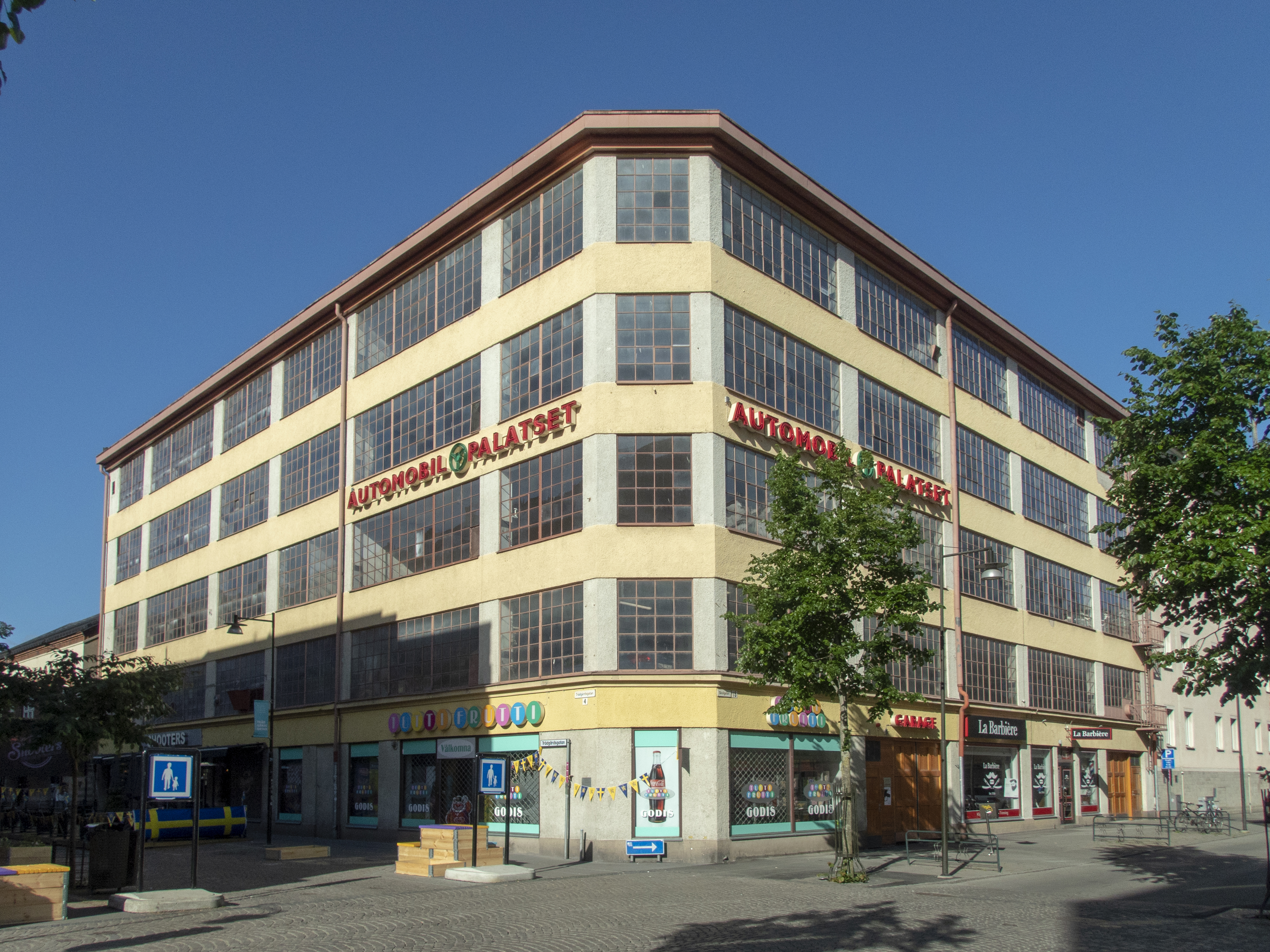
Automobilpalatset, Jönköping, bland Sveriges första.
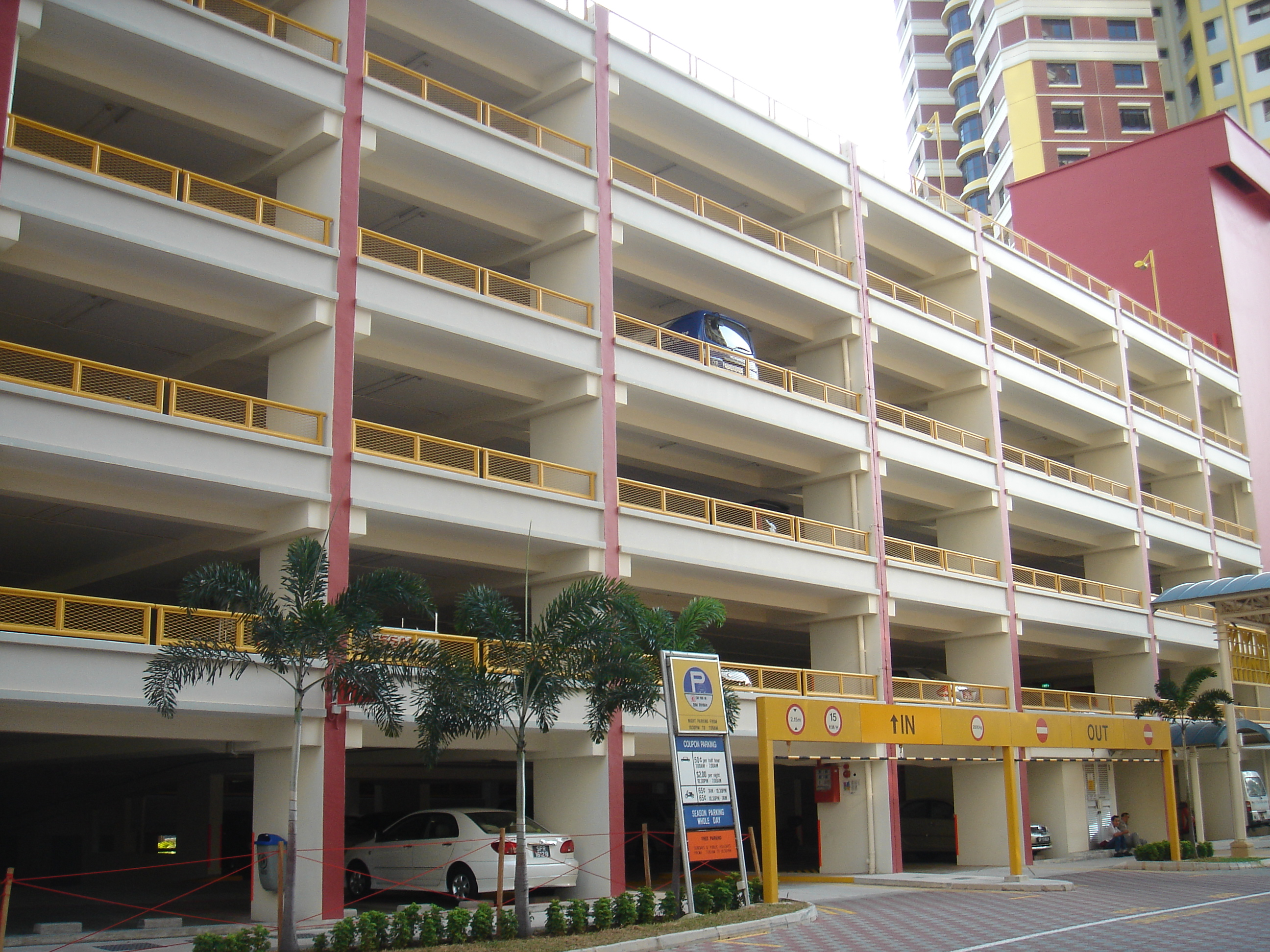
Parkeringshus i Singapore
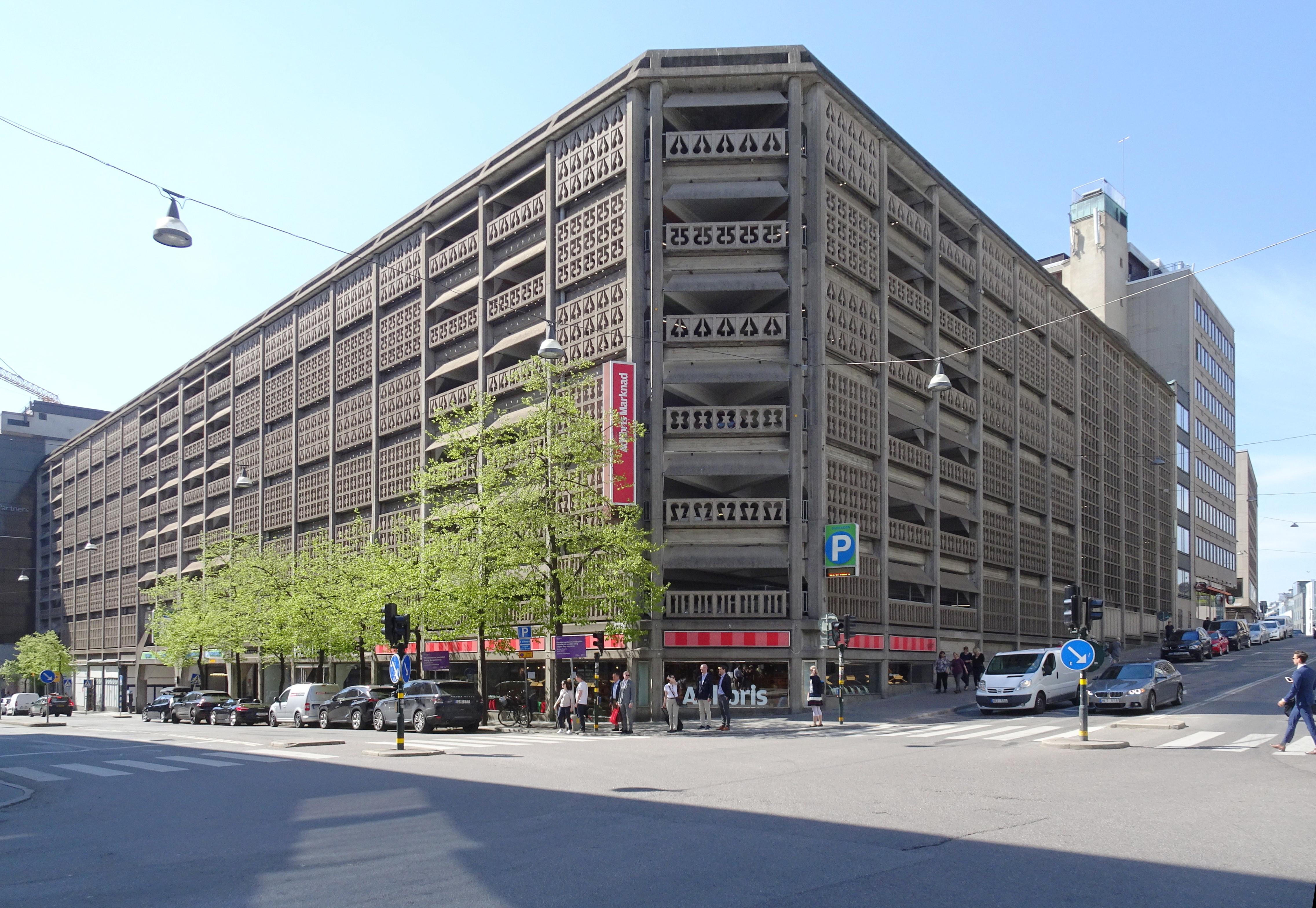
Parkaden i Stockholm
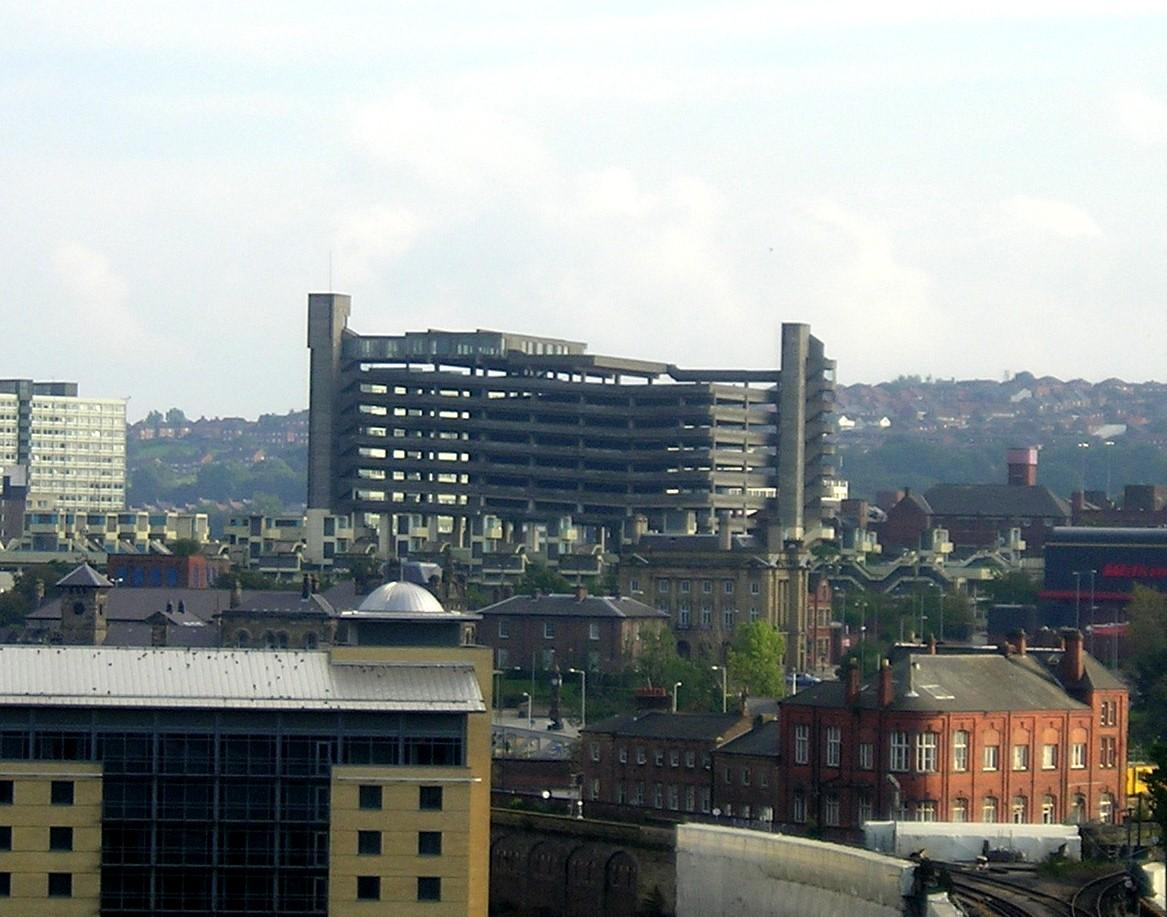
Trinity Square car park
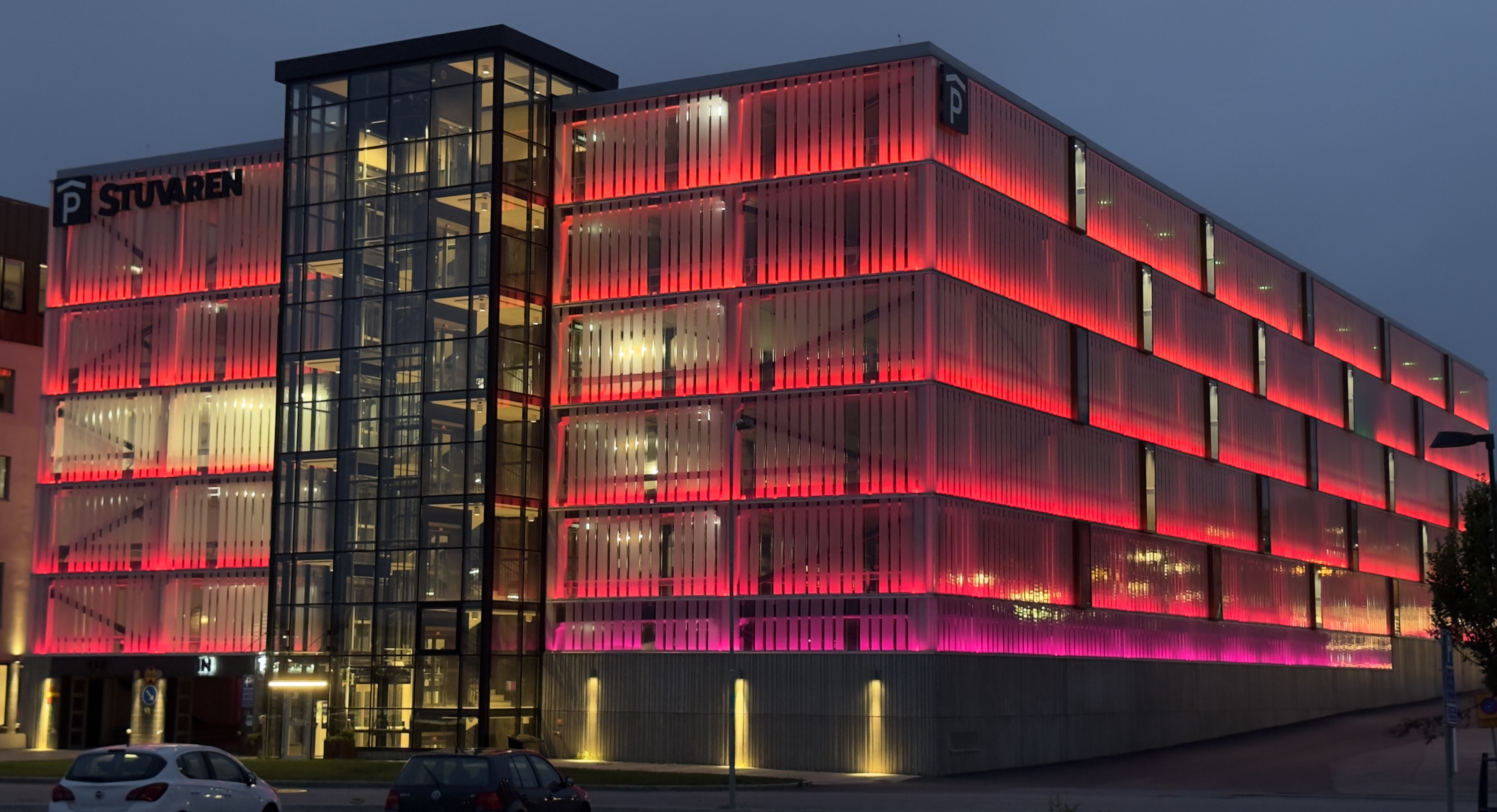
Stuvaren i Sundsvall